# 弱颌鬣兽属
弱颌鬣兽属（学名：Ischnognathus）为鬣齿兽科的一个属。

## 下属物种
本属包括以下物种：
- 萨氏弱颌鬣兽 Ischnognathus savagei Stovall, 1948